# Liste des communes du Haut-Rhin
Pour les autres listes de communes françaises, voir Listes des communes de France.
| - Le Haut-Rhin en France métropolitaine. - Carte des communes du Haut-Rhin. |

Cette page liste les 366 communes du département français du Haut-Rhin au 1er janvier 2025.

## Liste des communes
Le tableau suivant donne la liste des communes au 1er janvier 2025, en précisant leur code Insee, leur code postal principal, leur arrondissement, leur canton, leur intercommunalité, leur superficie, leur population et leur densité, d'après les chiffres de l'Insee issus du recensement 2022,.
| Nom                     | Code Insee | Code postal | Arrondissement     | Canton                           | Intercommunalité                              | Superficie (km2) | Population (dernière pop. légale) | Densité (hab./km2) | Modifier                                    |
| ----------------------- | ---------- | ----------- | ------------------ | -------------------------------- | --------------------------------------------- | ---------------- | --------------------------------- | ------------------ | ------------------------------------------- |
| Colmar (préfecture)     | 68066      | 68000       | Colmar-Ribeauvillé | Colmar-1 Colmar-2                | CA Colmar Agglomération                       | 66,57            | 67 360 (2022)                     | 1 012              | modifier les données · modifier les données |
| Algolsheim              | 68001      | 68600       | Colmar-Ribeauvillé | Ensisheim                        | CC Alsace Rhin Brisach                        | 7,22             | 1 132 (2022)                      | 157                | modifier les données · modifier les données |
| Altenach                | 68002      | 68210       | Altkirch           | Masevaux-Niederbruck             | CC Sud Alsace Largue                          | 6,18             | 378 (2022)                        | 61                 | modifier les données · modifier les données |
| Altkirch                | 68004      | 68130       | Altkirch           | Altkirch                         | CC Sundgau                                    | 9,54             | 5 575 (2022)                      | 584                | modifier les données · modifier les données |
| Ammerschwihr            | 68005      | 68410 68770 | Colmar-Ribeauvillé | Sainte-Marie-aux-Mines           | CC de la Vallée de Kaysersberg                | 19,66            | 1 594 (2022)                      | 81                 | modifier les données · modifier les données |
| Andolsheim              | 68007      | 68280       | Colmar-Ribeauvillé | Colmar-2                         | CA Colmar Agglomération                       | 11,60            | 2 196 (2022)                      | 189                | modifier les données · modifier les données |
| Appenwihr               | 68008      | 68280       | Colmar-Ribeauvillé | Ensisheim                        | CC Alsace Rhin Brisach                        | 7,72             | 585 (2022)                        | 76                 | modifier les données · modifier les données |
| Artzenheim              | 68009      | 68320       | Colmar-Ribeauvillé | Ensisheim                        | CC Alsace Rhin Brisach                        | 9,69             | 859 (2022)                        | 89                 | modifier les données · modifier les données |
| Aspach                  | 68010      | 68130       | Altkirch           | Altkirch                         | CC Sundgau                                    | 4,20             | 1 141 (2022)                      | 272                | modifier les données · modifier les données |
| Aspach-le-Bas           | 68011      | 68700       | Thann-Guebwiller   | Cernay                           | CC de Thann-Cernay                            | 8,01             | 1 273 (2022)                      | 159                | modifier les données · modifier les données |
| Aspach-Michelbach       | 68012      | 68700       | Thann-Guebwiller   | Cernay                           | CC de Thann-Cernay                            | 12,03            | 1 754 (2022)                      | 146                | modifier les données · modifier les données |
| Attenschwiller          | 68013      | 68220       | Mulhouse           | Saint-Louis                      | CA Saint-Louis Agglomération                  | 5,11             | 978 (2022)                        | 191                | modifier les données · modifier les données |
| Aubure                  | 68014      | 68150       | Colmar-Ribeauvillé | Sainte-Marie-aux-Mines           | CC du Pays de Ribeauvillé                     | 4,90             | 357 (2022)                        | 73                 | modifier les données · modifier les données |
| Baldersheim             | 68015      | 68390       | Mulhouse           | Rixheim                          | CA Mulhouse Alsace Agglomération              | 12,76            | 2 577 (2022)                      | 202                | modifier les données · modifier les données |
| Balgau                  | 68016      | 68740       | Colmar-Ribeauvillé | Ensisheim                        | CC Alsace Rhin Brisach                        | 9,49             | 940 (2022)                        | 99                 | modifier les données · modifier les données |
| Ballersdorf             | 68017      | 68210       | Altkirch           | Masevaux-Niederbruck             | CC Sud Alsace Largue                          | 10,72            | 815 (2022)                        | 76                 | modifier les données · modifier les données |
| Balschwiller            | 68018      | 68210       | Altkirch           | Masevaux-Niederbruck             | CC Sud Alsace Largue                          | 9,79             | 736 (2022)                        | 75                 | modifier les données · modifier les données |
| Baltzenheim             | 68019      | 68320       | Colmar-Ribeauvillé | Ensisheim                        | CC Alsace Rhin Brisach                        | 6,52             | 563 (2022)                        | 86                 | modifier les données · modifier les données |
| Bantzenheim             | 68020      | 68490       | Mulhouse           | Rixheim                          | CA Mulhouse Alsace Agglomération              | 21,22            | 1 624 (2022)                      | 77                 | modifier les données · modifier les données |
| Bartenheim              | 68021      | 68870       | Mulhouse           | Brunstatt-Didenheim              | CA Saint-Louis Agglomération                  | 12,86            | 4 135 (2022)                      | 322                | modifier les données · modifier les données |
| Battenheim              | 68022      | 68390       | Mulhouse           | Rixheim                          | CA Mulhouse Alsace Agglomération              | 16,88            | 1 552 (2022)                      | 92                 | modifier les données · modifier les données |
| Beblenheim              | 68023      | 68980       | Colmar-Ribeauvillé | Sainte-Marie-aux-Mines           | CC du Pays de Ribeauvillé                     | 5,61             | 931 (2022)                        | 166                | modifier les données · modifier les données |
| Bellemagny              | 68024      | 68210       | Altkirch           | Masevaux-Niederbruck             | CC Sud Alsace Largue                          | 2,10             | 148 (2022)                        | 70                 | modifier les données · modifier les données |
| Bendorf                 | 68025      | 68480       | Altkirch           | Altkirch                         | CC Sundgau                                    | 7,55             | 251 (2022)                        | 33                 | modifier les données · modifier les données |
| Bennwihr                | 68026      | 68126 68630 | Colmar-Ribeauvillé | Sainte-Marie-aux-Mines           | CC du Pays de Ribeauvillé                     | 6,59             | 1 335 (2022)                      | 203                | modifier les données · modifier les données |
| Berentzwiller           | 68027      | 68130       | Altkirch           | Altkirch                         | CC Sundgau                                    | 6,08             | 340 (2022)                        | 56                 | modifier les données · modifier les données |
| Bergheim                | 68028      | 68750       | Colmar-Ribeauvillé | Sainte-Marie-aux-Mines           | CC du Pays de Ribeauvillé                     | 19,16            | 2 061 (2022)                      | 108                | modifier les données · modifier les données |
| Bergholtz               | 68029      | 68500       | Thann-Guebwiller   | Guebwiller                       | CC de la Région de Guebwiller                 | 4,24             | 1 073 (2022)                      | 253                | modifier les données · modifier les données |
| Bergholtzzell           | 68030      | 68500       | Thann-Guebwiller   | Guebwiller                       | CC de la Région de Guebwiller                 | 2,29             | 390 (2022)                        | 170                | modifier les données · modifier les données |
| Bernwiller              | 68006      | 68210       | Altkirch           | Masevaux-Niederbruck             | CC Sud Alsace Largue                          | 10,65            | 1 209 (2022)                      | 114                | modifier les données · modifier les données |
| Berrwiller              | 68032      | 68500       | Mulhouse           | Wittenheim                       | CA Mulhouse Alsace Agglomération              | 7,66             | 1 275 (2022)                      | 166                | modifier les données · modifier les données |
| Bettendorf              | 68033      | 68560       | Altkirch           | Altkirch                         | CC Sundgau                                    | 4,73             | 460 (2022)                        | 97                 | modifier les données · modifier les données |
| Bettlach                | 68034      | 68480       | Altkirch           | Altkirch                         | CC Sundgau                                    | 4,09             | 303 (2022)                        | 74                 | modifier les données · modifier les données |
| Biederthal              | 68035      | 68480       | Altkirch           | Altkirch                         | CC Sundgau                                    | 4,16             | 329 (2022)                        | 79                 | modifier les données · modifier les données |
| Biesheim                | 68036      | 68600       | Colmar-Ribeauvillé | Ensisheim                        | CC Alsace Rhin Brisach                        | 16,55            | 2 519 (2022)                      | 152                | modifier les données · modifier les données |
| Biltzheim               | 68037      | 68127       | Thann-Guebwiller   | Ensisheim                        | CC du Centre Haut-Rhin                        | 7,15             | 483 (2022)                        | 68                 | modifier les données · modifier les données |
| Bischwihr               | 68038      | 68320       | Colmar-Ribeauvillé | Colmar-2                         | CA Colmar Agglomération                       | 3,23             | 1 192 (2022)                      | 369                | modifier les données · modifier les données |
| Bisel                   | 68039      | 68580       | Altkirch           | Altkirch                         | CC Sundgau                                    | 8,10             | 542 (2022)                        | 67                 | modifier les données · modifier les données |
| Bitschwiller-lès-Thann  | 68040      | 68620       | Thann-Guebwiller   | Cernay                           | CC de Thann-Cernay                            | 12,64            | 1 995 (2022)                      | 158                | modifier les données · modifier les données |
| Blodelsheim             | 68041      | 68740       | Colmar-Ribeauvillé | Ensisheim                        | CC Alsace Rhin Brisach                        | 20,69            | 1 959 (2022)                      | 95                 | modifier les données · modifier les données |
| Blotzheim               | 68042      | 68730       | Mulhouse           | Saint-Louis                      | CA Saint-Louis Agglomération                  | 14,60            | 5 077 (2022)                      | 348                | modifier les données · modifier les données |
| Bollwiller              | 68043      | 68540       | Mulhouse           | Wittenheim                       | CA Mulhouse Alsace Agglomération              | 8,63             | 4 104 (2022)                      | 476                | modifier les données · modifier les données |
| Le Bonhomme             | 68044      | 68650       | Colmar-Ribeauvillé | Sainte-Marie-aux-Mines           | CC de la Vallée de Kaysersberg                | 21,98            | 753 (2022)                        | 34                 | modifier les données · modifier les données |
| Bourbach-le-Bas         | 68045      | 68290       | Thann-Guebwiller   | Cernay                           | CC de Thann-Cernay                            | 6,04             | 555 (2022)                        | 92                 | modifier les données · modifier les données |
| Bourbach-le-Haut        | 68046      | 68290       | Thann-Guebwiller   | Cernay                           | CC de Thann-Cernay                            | 6,86             | 413 (2022)                        | 60                 | modifier les données · modifier les données |
| Bouxwiller              | 68049      | 68480       | Altkirch           | Altkirch                         | CC Sundgau                                    | 6,47             | 430 (2022)                        | 66                 | modifier les données · modifier les données |
| Bréchaumont             | 68050      | 68210       | Altkirch           | Masevaux-Niederbruck             | CC Sud Alsace Largue                          | 6,51             | 406 (2022)                        | 62                 | modifier les données · modifier les données |
| Breitenbach-Haut-Rhin   | 68051      | 68380       | Colmar-Ribeauvillé | Wintzenheim                      | CC de la Vallée de Munster                    | 9,27             | 811 (2022)                        | 87                 | modifier les données · modifier les données |
| Bretten                 | 68052      | 68780       | Altkirch           | Masevaux-Niederbruck             | CC Sud Alsace Largue                          | 4,16             | 185 (2022)                        | 44                 | modifier les données · modifier les données |
| Brinckheim              | 68054      | 68870       | Mulhouse           | Brunstatt-Didenheim              | CA Saint-Louis Agglomération                  | 3,41             | 408 (2022)                        | 120                | modifier les données · modifier les données |
| Bruebach                | 68055      | 68440       | Mulhouse           | Brunstatt-Didenheim              | CA Mulhouse Alsace Agglomération              | 7,01             | 1 050 (2022)                      | 150                | modifier les données · modifier les données |
| Brunstatt-Didenheim     | 68056      | 68350       | Mulhouse           | Brunstatt-Didenheim              | CA Mulhouse Alsace Agglomération              | 14,10            | 8 176 (2022)                      | 580                | modifier les données · modifier les données |
| Buethwiller             | 68057      | 68210       | Altkirch           | Masevaux-Niederbruck             | CC Sud Alsace Largue                          | 3,84             | 244 (2022)                        | 64                 | modifier les données · modifier les données |
| Buhl                    | 68058      | 68530       | Thann-Guebwiller   | Guebwiller                       | CC de la Région de Guebwiller                 | 8,80             | 3 122 (2022)                      | 355                | modifier les données · modifier les données |
| Burnhaupt-le-Bas        | 68059      | 68520       | Thann-Guebwiller   | Masevaux-Niederbruck             | CC de la Vallée de la Doller et du Soultzbach | 11,77            | 1 981 (2022)                      | 168                | modifier les données · modifier les données |
| Burnhaupt-le-Haut       | 68060      | 68520       | Thann-Guebwiller   | Masevaux-Niederbruck             | CC de la Vallée de la Doller et du Soultzbach | 12,49            | 1 753 (2022)                      | 140                | modifier les données · modifier les données |
| Buschwiller             | 68061      | 68220       | Mulhouse           | Saint-Louis                      | CA Saint-Louis Agglomération                  | 4,16             | 1 053 (2022)                      | 253                | modifier les données · modifier les données |
| Carspach                | 68062      | 68130       | Altkirch           | Altkirch                         | CC Sundgau                                    | 17,17            | 2 085 (2022)                      | 121                | modifier les données · modifier les données |
| Cernay                  | 68063      | 68700       | Thann-Guebwiller   | Cernay                           | CC de Thann-Cernay                            | 18,04            | 11 737 (2022)                     | 651                | modifier les données · modifier les données |
| Chalampé                | 68064      | 68490       | Mulhouse           | Rixheim                          | CA Mulhouse Alsace Agglomération              | 4,77             | 996 (2022)                        | 209                | modifier les données · modifier les données |
| Chavannes-sur-l'Étang   | 68065      | 68210       | Altkirch           | Masevaux-Niederbruck             | CC Sud Alsace Largue                          | 6,04             | 655 (2022)                        | 108                | modifier les données · modifier les données |
| Courtavon               | 68067      | 68480       | Altkirch           | Altkirch                         | CC Sundgau                                    | 9,60             | 341 (2022)                        | 36                 | modifier les données · modifier les données |
| Dannemarie              | 68068      | 68210       | Altkirch           | Masevaux-Niederbruck             | CC Sud Alsace Largue                          | 4,35             | 2 258 (2022)                      | 519                | modifier les données · modifier les données |
| Dessenheim              | 68069      | 68600       | Colmar-Ribeauvillé | Ensisheim                        | CC Alsace Rhin Brisach                        | 19,16            | 1 441 (2022)                      | 75                 | modifier les données · modifier les données |
| Diefmatten              | 68071      | 68780       | Altkirch           | Masevaux-Niederbruck             | CC Sud Alsace Largue                          | 3,17             | 301 (2022)                        | 95                 | modifier les données · modifier les données |
| Dietwiller              | 68072      | 68440       | Mulhouse           | Brunstatt-Didenheim              | CA Mulhouse Alsace Agglomération              | 11,06            | 1 399 (2022)                      | 126                | modifier les données · modifier les données |
| Dolleren                | 68073      | 68290       | Thann-Guebwiller   | Masevaux-Niederbruck             | CC de la Vallée de la Doller et du Soultzbach | 8,37             | 460 (2022)                        | 55                 | modifier les données · modifier les données |
| Durlinsdorf             | 68074      | 68480       | Altkirch           | Altkirch                         | CC Sundgau                                    | 7,78             | 516 (2022)                        | 66                 | modifier les données · modifier les données |
| Durmenach               | 68075      | 68480       | Altkirch           | Altkirch                         | CC Sundgau                                    | 5,76             | 831 (2022)                        | 144                | modifier les données · modifier les données |
| Durrenentzen            | 68076      | 68320       | Colmar-Ribeauvillé | Ensisheim                        | CC Alsace Rhin Brisach                        | 6,22             | 1 059 (2022)                      | 170                | modifier les données · modifier les données |
| Eglingen                | 68077      | 68720       | Altkirch           | Masevaux-Niederbruck             | CC Sud Alsace Largue                          | 3,72             | 365 (2022)                        | 98                 | modifier les données · modifier les données |
| Eguisheim               | 68078      | 68420       | Colmar-Ribeauvillé | Wintzenheim                      | CC Pays de Rouffach, Vignobles et Châteaux    | 14,13            | 1 735 (2022)                      | 123                | modifier les données · modifier les données |
| Elbach                  | 68079      | 68210       | Altkirch           | Masevaux-Niederbruck             | CC Sud Alsace Largue                          | 3,18             | 270 (2022)                        | 85                 | modifier les données · modifier les données |
| Emlingen                | 68080      | 68130       | Altkirch           | Altkirch                         | CC Sundgau                                    | 2,42             | 313 (2022)                        | 129                | modifier les données · modifier les données |
| Ensisheim               | 68082      | 68190       | Thann-Guebwiller   | Ensisheim                        | CC du Centre Haut-Rhin                        | 36,59            | 7 362 (2022)                      | 201                | modifier les données · modifier les données |
| Eschbach-au-Val         | 68083      | 68140       | Colmar-Ribeauvillé | Wintzenheim                      | CC de la Vallée de Munster                    | 4,84             | 377 (2022)                        | 78                 | modifier les données · modifier les données |
| Eschentzwiller          | 68084      | 68440       | Mulhouse           | Brunstatt-Didenheim              | CA Mulhouse Alsace Agglomération              | 3,19             | 1 510 (2022)                      | 473                | modifier les données · modifier les données |
| Eteimbes                | 68085      | 68210       | Altkirch           | Masevaux-Niederbruck             | CC Sud Alsace Largue                          | 4,96             | 397 (2022)                        | 80                 | modifier les données · modifier les données |
| Falkwiller              | 68086      | 68210       | Altkirch           | Masevaux-Niederbruck             | CC Sud Alsace Largue                          | 3,55             | 211 (2022)                        | 59                 | modifier les données · modifier les données |
| Feldbach                | 68087      | 68640       | Altkirch           | Altkirch                         | CC Sundgau                                    | 5,02             | 469 (2022)                        | 93                 | modifier les données · modifier les données |
| Feldkirch               | 68088      | 68540       | Mulhouse           | Wittenheim                       | CA Mulhouse Alsace Agglomération              | 4,21             | 1 002 (2022)                      | 238                | modifier les données · modifier les données |
| Fellering               | 68089      | 68470       | Thann-Guebwiller   | Cernay                           | CC de la Vallée de Saint-Amarin               | 21,29            | 1 585 (2022)                      | 74                 | modifier les données · modifier les données |
| Ferrette                | 68090      | 68480       | Altkirch           | Altkirch                         | CC Sundgau                                    | 1,94             | 848 (2022)                        | 437                | modifier les données · modifier les données |
| Fessenheim              | 68091      | 68740       | Colmar-Ribeauvillé | Ensisheim                        | CC Alsace Rhin Brisach                        | 18,40            | 2 335 (2022)                      | 127                | modifier les données · modifier les données |
| Fislis                  | 68092      | 68480       | Altkirch           | Altkirch                         | CC Sundgau                                    | 7,53             | 387 (2022)                        | 51                 | modifier les données · modifier les données |
| Flaxlanden              | 68093      | 68720       | Mulhouse           | Brunstatt-Didenheim              | CA Mulhouse Alsace Agglomération              | 4,33             | 1 368 (2022)                      | 316                | modifier les données · modifier les données |
| Folgensbourg            | 68094      | 68220       | Mulhouse           | Saint-Louis                      | CA Saint-Louis Agglomération                  | 6,72             | 902 (2022)                        | 134                | modifier les données · modifier les données |
| Fortschwihr             | 68095      | 68320       | Colmar-Ribeauvillé | Colmar-2                         | CA Colmar Agglomération                       | 4,78             | 1 177 (2022)                      | 246                | modifier les données · modifier les données |
| Franken                 | 68096      | 68130       | Altkirch           | Altkirch                         | CC Sundgau                                    | 6,22             | 365 (2022)                        | 59                 | modifier les données · modifier les données |
| Fréland                 | 68097      | 68240       | Colmar-Ribeauvillé | Sainte-Marie-aux-Mines           | CC de la Vallée de Kaysersberg                | 19,74            | 1 297 (2022)                      | 66                 | modifier les données · modifier les données |
| Friesen                 | 68098      | 68580       | Altkirch           | Masevaux-Niederbruck             | CC Sud Alsace Largue                          | 8,42             | 667 (2022)                        | 79                 | modifier les données · modifier les données |
| Frœningen               | 68099      | 68720       | Altkirch           | Altkirch                         | CC Sundgau                                    | 4,44             | 865 (2022)                        | 195                | modifier les données · modifier les données |
| Fulleren                | 68100      | 68210       | Altkirch           | Masevaux-Niederbruck             | CC Sud Alsace Largue                          | 5,31             | 337 (2022)                        | 63                 | modifier les données · modifier les données |
| Galfingue               | 68101      | 68990       | Mulhouse           | Kingersheim                      | CA Mulhouse Alsace Agglomération              | 5,36             | 806 (2022)                        | 150                | modifier les données · modifier les données |
| Geishouse               | 68102      | 68690       | Thann-Guebwiller   | Cernay                           | CC de la Vallée de Saint-Amarin               | 7,28             | 429 (2022)                        | 59                 | modifier les données · modifier les données |
| Geispitzen              | 68103      | 68510       | Mulhouse           | Brunstatt-Didenheim              | CA Saint-Louis Agglomération                  | 6,02             | 512 (2022)                        | 85                 | modifier les données · modifier les données |
| Geiswasser              | 68104      | 68600       | Colmar-Ribeauvillé | Ensisheim                        | CC Alsace Rhin Brisach                        | 8,24             | 329 (2022)                        | 40                 | modifier les données · modifier les données |
| Gildwiller              | 68105      | 68210       | Altkirch           | Masevaux-Niederbruck             | CC Sud Alsace Largue                          | 5,02             | 259 (2022)                        | 52                 | modifier les données · modifier les données |
| Goldbach-Altenbach      | 68106      | 68760       | Thann-Guebwiller   | Cernay                           | CC de la Vallée de Saint-Amarin               | 9,14             | 268 (2022)                        | 29                 | modifier les données · modifier les données |
| Gommersdorf             | 68107      | 68210       | Altkirch           | Masevaux-Niederbruck             | CC Sud Alsace Largue                          | 4,15             | 394 (2022)                        | 95                 | modifier les données · modifier les données |
| Griesbach-au-Val        | 68109      | 68140       | Colmar-Ribeauvillé | Wintzenheim                      | CC de la Vallée de Munster                    | 4,73             | 682 (2022)                        | 144                | modifier les données · modifier les données |
| Grussenheim             | 68110      | 68320       | Colmar-Ribeauvillé | Colmar-2                         | CC du Ried de Marckolsheim                    | 7,53             | 795 (2022)                        | 106                | modifier les données · modifier les données |
| Gueberschwihr           | 68111      | 68420       | Thann-Guebwiller   | Wintzenheim                      | CC Pays de Rouffach, Vignobles et Châteaux    | 8,91             | 825 (2022)                        | 93                 | modifier les données · modifier les données |
| Guebwiller              | 68112      | 68500       | Thann-Guebwiller   | Guebwiller                       | CC de la Région de Guebwiller                 | 9,68             | 11 090 (2022)                     | 1 146              | modifier les données · modifier les données |
| Guémar                  | 68113      | 68970       | Colmar-Ribeauvillé | Sainte-Marie-aux-Mines           | CC du Pays de Ribeauvillé                     | 18,22            | 1 464 (2022)                      | 80                 | modifier les données · modifier les données |
| Guevenatten             | 68114      | 68210       | Altkirch           | Masevaux-Niederbruck             | CC Sud Alsace Largue                          | 2,15             | 156 (2022)                        | 73                 | modifier les données · modifier les données |
| Guewenheim              | 68115      | 68116       | Thann-Guebwiller   | Masevaux-Niederbruck             | CC de la Vallée de la Doller et du Soultzbach | 8,55             | 1 353 (2022)                      | 158                | modifier les données · modifier les données |
| Gundolsheim             | 68116      | 68250       | Thann-Guebwiller   | Wintzenheim                      | CC Pays de Rouffach, Vignobles et Châteaux    | 8,22             | 728 (2022)                        | 89                 | modifier les données · modifier les données |
| Gunsbach                | 68117      | 68140       | Colmar-Ribeauvillé | Wintzenheim                      | CC de la Vallée de Munster                    | 6,18             | 864 (2022)                        | 140                | modifier les données · modifier les données |
| Habsheim                | 68118      | 68440       | Mulhouse           | Rixheim                          | CA Mulhouse Alsace Agglomération              | 15,63            | 5 061 (2022)                      | 324                | modifier les données · modifier les données |
| Hagenbach               | 68119      | 68210       | Altkirch           | Masevaux-Niederbruck             | CC Sud Alsace Largue                          | 4,81             | 766 (2022)                        | 159                | modifier les données · modifier les données |
| Hagenthal-le-Bas        | 68120      | 68220       | Mulhouse           | Saint-Louis                      | CA Saint-Louis Agglomération                  | 6,20             | 1 371 (2022)                      | 221                | modifier les données · modifier les données |
| Hagenthal-le-Haut       | 68121      | 68220       | Mulhouse           | Saint-Louis                      | CA Saint-Louis Agglomération                  | 4,92             | 745 (2022)                        | 151                | modifier les données · modifier les données |
| Hartmannswiller         | 68122      | 68500       | Thann-Guebwiller   | Guebwiller                       | CC de la Région de Guebwiller                 | 4,78             | 666 (2022)                        | 139                | modifier les données · modifier les données |
| Hattstatt               | 68123      | 68420       | Thann-Guebwiller   | Wintzenheim                      | CC Pays de Rouffach, Vignobles et Châteaux    | 5,98             | 859 (2022)                        | 144                | modifier les données · modifier les données |
| Hausgauen               | 68124      | 68130       | Altkirch           | Altkirch                         | CC Sundgau                                    | 5,79             | 372 (2022)                        | 64                 | modifier les données · modifier les données |
| Le Haut Soultzbach      | 68219      | 68780       | Thann-Guebwiller   | Masevaux-Niederbruck             | CC de la Vallée de la Doller et du Soultzbach | 11,60            | 867 (2022)                        | 75                 | modifier les données · modifier les données |
| Hecken                  | 68125      | 68210       | Altkirch           | Masevaux-Niederbruck             | CC Sud Alsace Largue                          | 2,45             | 529 (2022)                        | 216                | modifier les données · modifier les données |
| Hégenheim               | 68126      | 68220       | Mulhouse           | Saint-Louis                      | CA Saint-Louis Agglomération                  | 6,70             | 3 403 (2022)                      | 508                | modifier les données · modifier les données |
| Heidwiller              | 68127      | 68720       | Altkirch           | Altkirch                         | CC Sundgau                                    | 4,48             | 656 (2022)                        | 146                | modifier les données · modifier les données |
| Heimersdorf             | 68128      | 68560       | Altkirch           | Altkirch                         | CC Sundgau                                    | 7,59             | 651 (2022)                        | 86                 | modifier les données · modifier les données |
| Heimsbrunn              | 68129      | 68990       | Mulhouse           | Kingersheim                      | CA Mulhouse Alsace Agglomération              | 10,59            | 1 325 (2022)                      | 125                | modifier les données · modifier les données |
| Heiteren                | 68130      | 68600       | Colmar-Ribeauvillé | Ensisheim                        | CC Alsace Rhin Brisach                        | 22,40            | 1 068 (2022)                      | 48                 | modifier les données · modifier les données |
| Heiwiller               | 68131      | 68130       | Altkirch           | Altkirch                         | CC Sundgau                                    | 2,04             | 180 (2022)                        | 88                 | modifier les données · modifier les données |
| Helfrantzkirch          | 68132      | 68510       | Mulhouse           | Brunstatt-Didenheim              | CA Saint-Louis Agglomération                  | 6,23             | 733 (2022)                        | 118                | modifier les données · modifier les données |
| Herrlisheim-près-Colmar | 68134      | 68420       | Colmar-Ribeauvillé | Wintzenheim                      | CA Colmar Agglomération                       | 7,68             | 1 903 (2022)                      | 248                | modifier les données · modifier les données |
| Hésingue                | 68135      | 68220       | Mulhouse           | Saint-Louis                      | CA Saint-Louis Agglomération                  | 9,14             | 2 902 (2022)                      | 318                | modifier les données · modifier les données |
| Hettenschlag            | 68136      | 68600       | Colmar-Ribeauvillé | Ensisheim                        | CC Alsace Rhin Brisach                        | 7,71             | 346 (2022)                        | 45                 | modifier les données · modifier les données |
| Hindlingen              | 68137      | 68580       | Altkirch           | Masevaux-Niederbruck             | CC Sud Alsace Largue                          | 8,00             | 631 (2022)                        | 79                 | modifier les données · modifier les données |
| Hirsingue               | 68138      | 68560       | Altkirch           | Altkirch                         | CC Sundgau                                    | 12,88            | 2 131 (2022)                      | 165                | modifier les données · modifier les données |
| Hirtzbach               | 68139      | 68118       | Altkirch           | Altkirch                         | CC Sundgau                                    | 13,91            | 1 438 (2022)                      | 103                | modifier les données · modifier les données |
| Hirtzfelden             | 68140      | 68740       | Colmar-Ribeauvillé | Ensisheim                        | CC Alsace Rhin Brisach                        | 22,10            | 1 288 (2022)                      | 58                 | modifier les données · modifier les données |
| Hochstatt               | 68141      | 68720       | Altkirch           | Altkirch                         | CC Sundgau                                    | 8,55             | 2 175 (2022)                      | 254                | modifier les données · modifier les données |
| Hohrod                  | 68142      | 68140       | Colmar-Ribeauvillé | Wintzenheim                      | CC de la Vallée de Munster                    | 5,49             | 358 (2022)                        | 65                 | modifier les données · modifier les données |
| Hombourg                | 68144      | 68490       | Mulhouse           | Rixheim                          | CA Mulhouse Alsace Agglomération              | 15,32            | 1 364 (2022)                      | 89                 | modifier les données · modifier les données |
| Horbourg-Wihr           | 68145      | 68180       | Colmar-Ribeauvillé | Colmar-2                         | CA Colmar Agglomération                       | 9,42             | 6 247 (2022)                      | 663                | modifier les données · modifier les données |
| Houssen                 | 68146      | 68125       | Colmar-Ribeauvillé | Colmar-2                         | CA Colmar Agglomération                       | 6,70             | 2 358 (2022)                      | 352                | modifier les données · modifier les données |
| Hunawihr                | 68147      | 68150       | Colmar-Ribeauvillé | Sainte-Marie-aux-Mines           | CC du Pays de Ribeauvillé                     | 4,81             | 549 (2022)                        | 114                | modifier les données · modifier les données |
| Hundsbach               | 68148      | 68130       | Altkirch           | Altkirch                         | CC Sundgau                                    | 4,03             | 357 (2022)                        | 89                 | modifier les données · modifier les données |
| Huningue                | 68149      | 68330       | Mulhouse           | Saint-Louis                      | CA Saint-Louis Agglomération                  | 2,86             | 7 410 (2022)                      | 2 591              | modifier les données · modifier les données |
| Husseren-les-Châteaux   | 68150      | 68420       | Colmar-Ribeauvillé | Wintzenheim                      | CC Pays de Rouffach, Vignobles et Châteaux    | 1,20             | 497 (2022)                        | 414                | modifier les données · modifier les données |
| Husseren-Wesserling     | 68151      | 68470       | Thann-Guebwiller   | Cernay                           | CC de la Vallée de Saint-Amarin               | 5,09             | 1 032 (2022)                      | 203                | modifier les données · modifier les données |
| Illfurth                | 68152      | 68720       | Altkirch           | Altkirch                         | CC Sundgau                                    | 9,16             | 2 428 (2022)                      | 265                | modifier les données · modifier les données |
| Illhaeusern             | 68153      | 68970       | Colmar-Ribeauvillé | Sainte-Marie-aux-Mines           | CC du Pays de Ribeauvillé                     | 10,46            | 719 (2022)                        | 69                 | modifier les données · modifier les données |
| Illtal                  | 68240      | 68960       | Altkirch           | Altkirch                         | CC Sundgau                                    | 11,96            | 1 223 (2022)                      | 102                | modifier les données · modifier les données |
| Illzach                 | 68154      | 68110       | Mulhouse           | Mulhouse-3                       | CA Mulhouse Alsace Agglomération              | 7,50             | 15 115 (2022)                     | 2 015              | modifier les données · modifier les données |
| Ingersheim              | 68155      | 68040       | Colmar-Ribeauvillé | Colmar-1                         | CA Colmar Agglomération                       | 7,44             | 4 743 (2022)                      | 638                | modifier les données · modifier les données |
| Issenheim               | 68156      | 68500       | Thann-Guebwiller   | Guebwiller                       | CC de la Région de Guebwiller                 | 8,18             | 3 534 (2022)                      | 432                | modifier les données · modifier les données |
| Jebsheim                | 68157      | 68320       | Colmar-Ribeauvillé | Colmar-2                         | CA Colmar Agglomération                       | 14,85            | 1 353 (2022)                      | 91                 | modifier les données · modifier les données |
| Jettingen               | 68158      | 68130       | Altkirch           | Altkirch                         | CC Sundgau                                    | 6,30             | 508 (2022)                        | 81                 | modifier les données · modifier les données |
| Jungholtz               | 68159      | 68500       | Thann-Guebwiller   | Guebwiller                       | CC de la Région de Guebwiller                 | 4,00             | 900 (2022)                        | 225                | modifier les données · modifier les données |
| Kappelen                | 68160      | 68510       | Mulhouse           | Brunstatt-Didenheim              | CA Saint-Louis Agglomération                  | 5,15             | 571 (2022)                        | 111                | modifier les données · modifier les données |
| Katzenthal              | 68161      | 68230       | Colmar-Ribeauvillé | Sainte-Marie-aux-Mines           | CC de la Vallée de Kaysersberg                | 3,50             | 517 (2022)                        | 148                | modifier les données · modifier les données |
| Kaysersberg Vignoble    | 68162      | 68240       | Colmar-Ribeauvillé | Sainte-Marie-aux-Mines           | CC de la Vallée de Kaysersberg                | 35,45            | 4 391 (2022)                      | 124                | modifier les données · modifier les données |
| Kembs                   | 68163      | 68680       | Mulhouse           | Brunstatt-Didenheim              | CA Saint-Louis Agglomération                  | 16,45            | 5 694 (2022)                      | 346                | modifier les données · modifier les données |
| Kiffis                  | 68165      | 68480       | Altkirch           | Altkirch                         | CC Sundgau                                    | 6,55             | 238 (2022)                        | 36                 | modifier les données · modifier les données |
| Kingersheim             | 68166      | 68260       | Mulhouse           | Kingersheim                      | CA Mulhouse Alsace Agglomération              | 6,69             | 13 265 (2022)                     | 1 983              | modifier les données · modifier les données |
| Kirchberg               | 68167      | 68290       | Thann-Guebwiller   | Masevaux-Niederbruck             | CC de la Vallée de la Doller et du Soultzbach | 6,74             | 716 (2022)                        | 106                | modifier les données · modifier les données |
| Knœringue               | 68168      | 68220       | Mulhouse           | Saint-Louis                      | CA Saint-Louis Agglomération                  | 4,68             | 376 (2022)                        | 80                 | modifier les données · modifier les données |
| Kœstlach                | 68169      | 68480       | Altkirch           | Altkirch                         | CC Sundgau                                    | 8,23             | 499 (2022)                        | 61                 | modifier les données · modifier les données |
| Kœtzingue               | 68170      | 68510       | Mulhouse           | Brunstatt-Didenheim              | CA Saint-Louis Agglomération                  | 5,14             | 583 (2022)                        | 113                | modifier les données · modifier les données |
| Kruth                   | 68171      | 68820       | Thann-Guebwiller   | Cernay                           | CC de la Vallée de Saint-Amarin               | 22,06            | 883 (2022)                        | 40                 | modifier les données · modifier les données |
| Kunheim                 | 68172      | 68320       | Colmar-Ribeauvillé | Ensisheim                        | CC Alsace Rhin Brisach                        | 11,75            | 1 857 (2022)                      | 158                | modifier les données · modifier les données |
| Labaroche               | 68173      | 68910       | Colmar-Ribeauvillé | Sainte-Marie-aux-Mines           | CC de la Vallée de Kaysersberg                | 13,44            | 2 174 (2022)                      | 162                | modifier les données · modifier les données |
| Landser                 | 68174      | 68440       | Mulhouse           | Brunstatt-Didenheim              | CA Saint-Louis Agglomération                  | 3,04             | 1 638 (2022)                      | 539                | modifier les données · modifier les données |
| Lapoutroie              | 68175      | 68650       | Colmar-Ribeauvillé | Sainte-Marie-aux-Mines           | CC de la Vallée de Kaysersberg                | 21,12            | 1 872 (2022)                      | 89                 | modifier les données · modifier les données |
| Largitzen               | 68176      | 68580       | Altkirch           | Masevaux-Niederbruck             | CC Sud Alsace Largue                          | 5,60             | 333 (2022)                        | 59                 | modifier les données · modifier les données |
| Lautenbach              | 68177      | 68610       | Thann-Guebwiller   | Guebwiller                       | CC de la Région de Guebwiller                 | 13,02            | 1 510 (2022)                      | 116                | modifier les données · modifier les données |
| Lautenbachzell          | 68178      | 68610       | Thann-Guebwiller   | Guebwiller                       | CC de la Région de Guebwiller                 | 23,14            | 963 (2022)                        | 42                 | modifier les données · modifier les données |
| Lauw                    | 68179      | 68290       | Thann-Guebwiller   | Masevaux-Niederbruck             | CC de la Vallée de la Doller et du Soultzbach | 4,61             | 896 (2022)                        | 194                | modifier les données · modifier les données |
| Leimbach                | 68180      | 68800       | Thann-Guebwiller   | Cernay                           | CC de Thann-Cernay                            | 3,57             | 928 (2022)                        | 260                | modifier les données · modifier les données |
| Levoncourt              | 68181      | 68480       | Altkirch           | Altkirch                         | CC Sundgau                                    | 5,28             | 250 (2022)                        | 47                 | modifier les données · modifier les données |
| Leymen                  | 68182      | 68220       | Mulhouse           | Saint-Louis                      | CA Saint-Louis Agglomération                  | 11,64            | 1 263 (2022)                      | 109                | modifier les données · modifier les données |
| Liebenswiller           | 68183      | 68220       | Mulhouse           | Saint-Louis                      | CA Saint-Louis Agglomération                  | 3,87             | 183 (2022)                        | 47                 | modifier les données · modifier les données |
| Liebsdorf               | 68184      | 68480       | Altkirch           | Altkirch                         | CC Sundgau                                    | 4,22             | 291 (2022)                        | 69                 | modifier les données · modifier les données |
| Lièpvre                 | 68185      | 68660       | Colmar-Ribeauvillé | Sainte-Marie-aux-Mines           | CC du Val d'Argent                            | 12,55            | 1 647 (2022)                      | 131                | modifier les données · modifier les données |
| Ligsdorf                | 68186      | 68480       | Altkirch           | Altkirch                         | CC Sundgau                                    | 10,03            | 317 (2022)                        | 32                 | modifier les données · modifier les données |
| Linsdorf                | 68187      | 68480       | Altkirch           | Altkirch                         | CC Sundgau                                    | 3,36             | 336 (2022)                        | 100                | modifier les données · modifier les données |
| Linthal                 | 68188      | 68610       | Thann-Guebwiller   | Guebwiller                       | CC de la Région de Guebwiller                 | 20,84            | 588 (2022)                        | 28                 | modifier les données · modifier les données |
| Logelheim               | 68189      | 68280       | Colmar-Ribeauvillé | Ensisheim                        | CC Alsace Rhin Brisach                        | 4,33             | 950 (2022)                        | 219                | modifier les données · modifier les données |
| Lucelle                 | 68190      | 68480       | Altkirch           | Altkirch                         | CC Sundgau                                    | 10,27            | 31 (2022)                         | 3,0                | modifier les données · modifier les données |
| Luemschwiller           | 68191      | 68720       | Altkirch           | Altkirch                         | CC Sundgau                                    | 7,27             | 747 (2022)                        | 103                | modifier les données · modifier les données |
| Luttenbach-près-Munster | 68193      | 68140       | Colmar-Ribeauvillé | Wintzenheim                      | CC de la Vallée de Munster                    | 7,86             | 774 (2022)                        | 98                 | modifier les données · modifier les données |
| Lutter                  | 68194      | 68480       | Altkirch           | Altkirch                         | CC Sundgau                                    | 8,46             | 295 (2022)                        | 35                 | modifier les données · modifier les données |
| Lutterbach              | 68195      | 68460       | Mulhouse           | Kingersheim                      | CA Mulhouse Alsace Agglomération              | 8,56             | 6 755 (2022)                      | 789                | modifier les données · modifier les données |
| Magny                   | 68196      | 68210       | Altkirch           | Masevaux-Niederbruck             | CC Sud Alsace Largue                          | 4,30             | 286 (2022)                        | 67                 | modifier les données · modifier les données |
| Magstatt-le-Bas         | 68197      | 68510       | Mulhouse           | Brunstatt-Didenheim              | CA Saint-Louis Agglomération                  | 3,35             | 516 (2022)                        | 154                | modifier les données · modifier les données |
| Magstatt-le-Haut        | 68198      | 68510       | Mulhouse           | Brunstatt-Didenheim              | CA Saint-Louis Agglomération                  | 3,91             | 307 (2022)                        | 79                 | modifier les données · modifier les données |
| Malmerspach             | 68199      | 68550       | Thann-Guebwiller   | Cernay                           | CC de la Vallée de Saint-Amarin               | 2,66             | 484 (2022)                        | 182                | modifier les données · modifier les données |
| Manspach                | 68200      | 68210       | Altkirch           | Masevaux-Niederbruck             | CC Sud Alsace Largue                          | 5,33             | 533 (2022)                        | 100                | modifier les données · modifier les données |
| Masevaux-Niederbruck    | 68201      | 68290       | Thann-Guebwiller   | Masevaux-Niederbruck             | CC de la Vallée de la Doller et du Soultzbach | 26,99            | 3 615 (2022)                      | 134                | modifier les données · modifier les données |
| Mertzen                 | 68202      | 68210       | Altkirch           | Masevaux-Niederbruck             | CC Sud Alsace Largue                          | 2,01             | 196 (2022)                        | 98                 | modifier les données · modifier les données |
| Merxheim                | 68203      | 68500       | Thann-Guebwiller   | Guebwiller                       | CC de la Région de Guebwiller                 | 9,10             | 1 341 (2022)                      | 147                | modifier les données · modifier les données |
| Metzeral                | 68204      | 68380       | Colmar-Ribeauvillé | Wintzenheim                      | CC de la Vallée de Munster                    | 30,43            | 1 051 (2022)                      | 35                 | modifier les données · modifier les données |
| Meyenheim               | 68205      | 68890       | Thann-Guebwiller   | Ensisheim                        | CC du Centre Haut-Rhin                        | 12,78            | 2 017 (2022)                      | 158                | modifier les données · modifier les données |
| Michelbach-le-Bas       | 68207      | 68730       | Mulhouse           | Saint-Louis                      | CA Saint-Louis Agglomération                  | 4,94             | 709 (2022)                        | 144                | modifier les données · modifier les données |
| Michelbach-le-Haut      | 68208      | 68220       | Mulhouse           | Saint-Louis                      | CA Saint-Louis Agglomération                  | 7,38             | 621 (2022)                        | 84                 | modifier les données · modifier les données |
| Mittelwihr              | 68209      | 68630       | Colmar-Ribeauvillé | Sainte-Marie-aux-Mines           | CC du Pays de Ribeauvillé                     | 2,42             | 849 (2022)                        | 351                | modifier les données · modifier les données |
| Mittlach                | 68210      | 68380       | Colmar-Ribeauvillé | Wintzenheim                      | CC de la Vallée de Munster                    | 11,39            | 340 (2022)                        | 30                 | modifier les données · modifier les données |
| Mitzach                 | 68211      | 68470       | Thann-Guebwiller   | Cernay                           | CC de la Vallée de Saint-Amarin               | 6,41             | 377 (2022)                        | 59                 | modifier les données · modifier les données |
| Mœrnach                 | 68212      | 68480       | Altkirch           | Altkirch                         | CC Sundgau                                    | 6,79             | 517 (2022)                        | 76                 | modifier les données · modifier les données |
| Mollau                  | 68213      | 68470       | Thann-Guebwiller   | Cernay                           | CC de la Vallée de Saint-Amarin               | 8,82             | 334 (2022)                        | 38                 | modifier les données · modifier les données |
| Montreux-Jeune          | 68214      | 68210       | Altkirch           | Masevaux-Niederbruck             | CC Sud Alsace Largue                          | 3,36             | 368 (2022)                        | 110                | modifier les données · modifier les données |
| Montreux-Vieux          | 68215      | 68210       | Altkirch           | Masevaux-Niederbruck             | CC Sud Alsace Largue                          | 4,14             | 924 (2022)                        | 223                | modifier les données · modifier les données |
| Moosch                  | 68217      | 68690       | Thann-Guebwiller   | Cernay                           | CC de la Vallée de Saint-Amarin               | 15,25            | 1 612 (2022)                      | 106                | modifier les données · modifier les données |
| Mooslargue              | 68216      | 68580       | Altkirch           | Masevaux-Niederbruck             | CC Sud Alsace Largue                          | 5,63             | 405 (2022)                        | 72                 | modifier les données · modifier les données |
| Morschwiller-le-Bas     | 68218      | 68790       | Mulhouse           | Kingersheim                      | CA Mulhouse Alsace Agglomération              | 7,55             | 3 666 (2022)                      | 486                | modifier les données · modifier les données |
| Muespach                | 68221      | 68640       | Altkirch           | Altkirch                         | CC Sundgau                                    | 11,37            | 934 (2022)                        | 82                 | modifier les données · modifier les données |
| Muespach-le-Haut        | 68222      | 68640       | Altkirch           | Altkirch                         | CC Sundgau                                    | 6,91             | 1 144 (2022)                      | 166                | modifier les données · modifier les données |
| Muhlbach-sur-Munster    | 68223      | 68380       | Colmar-Ribeauvillé | Wintzenheim                      | CC de la Vallée de Munster                    | 7,88             | 817 (2022)                        | 104                | modifier les données · modifier les données |
| Mulhouse                | 68224      | 68100 68200 | Mulhouse           | Mulhouse-1 Mulhouse-2 Mulhouse-3 | CA Mulhouse Alsace Agglomération              | 22,18            | 104 924 (2022)                    | 4 731              | modifier les données · modifier les données |
| Munchhouse              | 68225      | 68740       | Colmar-Ribeauvillé | Ensisheim                        | CC Alsace Rhin Brisach                        | 24,05            | 1 538 (2022)                      | 64                 | modifier les données · modifier les données |
| Munster                 | 68226      | 68140       | Colmar-Ribeauvillé | Wintzenheim                      | CC de la Vallée de Munster                    | 8,64             | 4 709 (2022)                      | 545                | modifier les données · modifier les données |
| Muntzenheim             | 68227      | 68320       | Colmar-Ribeauvillé | Colmar-2                         | CA Colmar Agglomération                       | 6,48             | 1 281 (2022)                      | 198                | modifier les données · modifier les données |
| Munwiller               | 68228      | 68250       | Thann-Guebwiller   | Ensisheim                        | CC du Centre Haut-Rhin                        | 6,74             | 456 (2022)                        | 68                 | modifier les données · modifier les données |
| Murbach                 | 68229      | 68530       | Thann-Guebwiller   | Guebwiller                       | CC de la Région de Guebwiller                 | 6,66             | 165 (2022)                        | 25                 | modifier les données · modifier les données |
| Nambsheim               | 68230      | 68740       | Colmar-Ribeauvillé | Ensisheim                        | CC Alsace Rhin Brisach                        | 10,03            | 578 (2022)                        | 58                 | modifier les données · modifier les données |
| Neuf-Brisach            | 68231      | 68600       | Colmar-Ribeauvillé | Ensisheim                        | CC Alsace Rhin Brisach                        | 1,33             | 1 944 (2022)                      | 1 462              | modifier les données · modifier les données |
| Neuwiller               | 68232      | 68220       | Mulhouse           | Saint-Louis                      | CA Saint-Louis Agglomération                  | 3,72             | 520 (2022)                        | 140                | modifier les données · modifier les données |
| Niederentzen            | 68234      | 68127       | Thann-Guebwiller   | Ensisheim                        | CC du Centre Haut-Rhin                        | 8,81             | 807 (2022)                        | 92                 | modifier les données · modifier les données |
| Niederhergheim          | 68235      | 68127       | Thann-Guebwiller   | Ensisheim                        | CC du Centre Haut-Rhin                        | 12,51            | 1 169 (2022)                      | 93                 | modifier les données · modifier les données |
| Niedermorschwihr        | 68237      | 68230       | Colmar-Ribeauvillé | Wintzenheim                      | CA Colmar Agglomération                       | 3,35             | 561 (2022)                        | 167                | modifier les données · modifier les données |
| Niffer                  | 68238      | 68680       | Mulhouse           | Rixheim                          | CA Mulhouse Alsace Agglomération              | 8,72             | 977 (2022)                        | 112                | modifier les données · modifier les données |
| Oberbruck               | 68239      | 68290       | Thann-Guebwiller   | Masevaux-Niederbruck             | CC de la Vallée de la Doller et du Soultzbach | 4,30             | 390 (2022)                        | 91                 | modifier les données · modifier les données |
| Oberentzen              | 68241      | 68127       | Thann-Guebwiller   | Ensisheim                        | CC du Centre Haut-Rhin                        | 8,81             | 711 (2022)                        | 81                 | modifier les données · modifier les données |
| Oberhergheim            | 68242      | 68127       | Thann-Guebwiller   | Ensisheim                        | CC du Centre Haut-Rhin                        | 19,86            | 1 307 (2022)                      | 66                 | modifier les données · modifier les données |
| Oberlarg                | 68243      | 68480       | Altkirch           | Altkirch                         | CC Sundgau                                    | 8,21             | 136 (2022)                        | 17                 | modifier les données · modifier les données |
| Obermorschwihr          | 68244      | 68420       | Colmar-Ribeauvillé | Wintzenheim                      | CC Pays de Rouffach, Vignobles et Châteaux    | 1,59             | 406 (2022)                        | 255                | modifier les données · modifier les données |
| Obermorschwiller        | 68245      | 68130       | Altkirch           | Altkirch                         | CC Sundgau                                    | 6,05             | 408 (2022)                        | 67                 | modifier les données · modifier les données |
| Obersaasheim            | 68246      | 68600       | Colmar-Ribeauvillé | Ensisheim                        | CC Alsace Rhin Brisach                        | 12,88            | 1 039 (2022)                      | 81                 | modifier les données · modifier les données |
| Oderen                  | 68247      | 68830       | Thann-Guebwiller   | Cernay                           | CC de la Vallée de Saint-Amarin               | 19,12            | 1 229 (2022)                      | 64                 | modifier les données · modifier les données |
| Oltingue                | 68248      | 68480       | Altkirch           | Altkirch                         | CC Sundgau                                    | 13,42            | 684 (2022)                        | 51                 | modifier les données · modifier les données |
| Orbey                   | 68249      | 68370       | Colmar-Ribeauvillé | Sainte-Marie-aux-Mines           | CC de la Vallée de Kaysersberg                | 46,02            | 3 445 (2022)                      | 75                 | modifier les données · modifier les données |
| Orschwihr               | 68250      | 68500       | Thann-Guebwiller   | Guebwiller                       | CC de la Région de Guebwiller                 | 7,09             | 1 021 (2022)                      | 144                | modifier les données · modifier les données |
| Osenbach                | 68251      | 68570       | Thann-Guebwiller   | Wintzenheim                      | CC Pays de Rouffach, Vignobles et Châteaux    | 5,60             | 819 (2022)                        | 146                | modifier les données · modifier les données |
| Ostheim                 | 68252      | 68150       | Colmar-Ribeauvillé | Sainte-Marie-aux-Mines           | CC du Pays de Ribeauvillé                     | 8,16             | 1 654 (2022)                      | 203                | modifier les données · modifier les données |
| Ottmarsheim             | 68253      | 68490       | Mulhouse           | Rixheim                          | CA Mulhouse Alsace Agglomération              | 25,67            | 2 025 (2022)                      | 79                 | modifier les données · modifier les données |
| Petit-Landau            | 68254      | 68490       | Mulhouse           | Rixheim                          | CA Mulhouse Alsace Agglomération              | 17,51            | 820 (2022)                        | 47                 | modifier les données · modifier les données |
| Pfaffenheim             | 68255      | 68250       | Thann-Guebwiller   | Wintzenheim                      | CC Pays de Rouffach, Vignobles et Châteaux    | 14,57            | 1 349 (2022)                      | 93                 | modifier les données · modifier les données |
| Pfastatt                | 68256      | 68120       | Mulhouse           | Kingersheim                      | CA Mulhouse Alsace Agglomération              | 5,24             | 10 275 (2022)                     | 1 961              | modifier les données · modifier les données |
| Pfetterhouse            | 68257      | 68480       | Altkirch           | Masevaux-Niederbruck             | CC Sud Alsace Largue                          | 14,28            | 967 (2022)                        | 68                 | modifier les données · modifier les données |
| Porte du Ried           | 68143      | 68320       | Colmar-Ribeauvillé | Colmar-2                         | CA Colmar Agglomération                       | 9,49             | 1 914 (2022)                      | 202                | modifier les données · modifier les données |
| Pulversheim             | 68258      | 68840       | Mulhouse           | Wittenheim                       | CA Mulhouse Alsace Agglomération              | 8,54             | 3 075 (2022)                      | 360                | modifier les données · modifier les données |
| Raedersdorf             | 68259      | 68480       | Altkirch           | Altkirch                         | CC Sundgau                                    | 7,39             | 481 (2022)                        | 65                 | modifier les données · modifier les données |
| Raedersheim             | 68260      | 68190       | Thann-Guebwiller   | Guebwiller                       | CC de la Région de Guebwiller                 | 5,69             | 1 154 (2022)                      | 203                | modifier les données · modifier les données |
| Rammersmatt             | 68261      | 68800       | Thann-Guebwiller   | Cernay                           | CC de Thann-Cernay                            | 5,47             | 224 (2022)                        | 41                 | modifier les données · modifier les données |
| Ranspach                | 68262      | 68470       | Thann-Guebwiller   | Cernay                           | CC de la Vallée de Saint-Amarin               | 11,40            | 778 (2022)                        | 68                 | modifier les données · modifier les données |
| Ranspach-le-Bas         | 68263      | 68730       | Mulhouse           | Saint-Louis                      | CA Saint-Louis Agglomération                  | 4,43             | 632 (2022)                        | 143                | modifier les données · modifier les données |
| Ranspach-le-Haut        | 68264      | 68220       | Mulhouse           | Saint-Louis                      | CA Saint-Louis Agglomération                  | 4,39             | 626 (2022)                        | 143                | modifier les données · modifier les données |
| Rantzwiller             | 68265      | 68510       | Mulhouse           | Brunstatt-Didenheim              | CA Saint-Louis Agglomération                  | 5,47             | 801 (2022)                        | 146                | modifier les données · modifier les données |
| Réguisheim              | 68266      | 68890       | Thann-Guebwiller   | Ensisheim                        | CC du Centre Haut-Rhin                        | 23,87            | 2 036 (2022)                      | 85                 | modifier les données · modifier les données |
| Reiningue               | 68267      | 68950       | Mulhouse           | Kingersheim                      | CA Mulhouse Alsace Agglomération              | 18,54            | 1 923 (2022)                      | 104                | modifier les données · modifier les données |
| Retzwiller              | 68268      | 68210       | Altkirch           | Masevaux-Niederbruck             | CC Sud Alsace Largue                          | 4,10             | 694 (2022)                        | 169                | modifier les données · modifier les données |
| Ribeauvillé             | 68269      | 68150       | Colmar-Ribeauvillé | Sainte-Marie-aux-Mines           | CC du Pays de Ribeauvillé                     | 32,21            | 4 723 (2022)                      | 147                | modifier les données · modifier les données |
| Richwiller              | 68270      | 68120       | Mulhouse           | Kingersheim                      | CA Mulhouse Alsace Agglomération              | 5,55             | 3 786 (2022)                      | 682                | modifier les données · modifier les données |
| Riedisheim              | 68271      | 68400       | Mulhouse           | Rixheim                          | CA Mulhouse Alsace Agglomération              | 6,96             | 12 154 (2022)                     | 1 746              | modifier les données · modifier les données |
| Riespach                | 68273      | 68640       | Altkirch           | Altkirch                         | CC Sundgau                                    | 7,57             | 646 (2022)                        | 85                 | modifier les données · modifier les données |
| Rimbach-près-Guebwiller | 68274      | 68500       | Thann-Guebwiller   | Guebwiller                       | CC de la Région de Guebwiller                 | 4,84             | 211 (2022)                        | 44                 | modifier les données · modifier les données |
| Rimbach-près-Masevaux   | 68275      | 68290       | Thann-Guebwiller   | Masevaux-Niederbruck             | CC de la Vallée de la Doller et du Soultzbach | 16,66            | 433 (2022)                        | 26                 | modifier les données · modifier les données |
| Rimbachzell             | 68276      | 68500       | Thann-Guebwiller   | Guebwiller                       | CC de la Région de Guebwiller                 | 1,79             | 190 (2022)                        | 106                | modifier les données · modifier les données |
| Riquewihr               | 68277      | 68340       | Colmar-Ribeauvillé | Sainte-Marie-aux-Mines           | CC du Pays de Ribeauvillé                     | 17,04            | 1 004 (2022)                      | 59                 | modifier les données · modifier les données |
| Rixheim                 | 68278      | 68170       | Mulhouse           | Rixheim                          | CA Mulhouse Alsace Agglomération              | 19,53            | 14 125 (2022)                     | 723                | modifier les données · modifier les données |
| Roderen                 | 68279      | 68800       | Thann-Guebwiller   | Cernay                           | CC de Thann-Cernay                            | 7,16             | 906 (2022)                        | 127                | modifier les données · modifier les données |
| Rodern                  | 68280      | 68590       | Colmar-Ribeauvillé | Sainte-Marie-aux-Mines           | CC du Pays de Ribeauvillé                     | 7,05             | 396 (2022)                        | 56                 | modifier les données · modifier les données |
| Roggenhouse             | 68281      | 68740       | Colmar-Ribeauvillé | Ensisheim                        | CC Alsace Rhin Brisach                        | 6,45             | 463 (2022)                        | 72                 | modifier les données · modifier les données |
| Romagny                 | 68282      | 68210       | Altkirch           | Masevaux-Niederbruck             | CC Sud Alsace Largue                          | 2,89             | 275 (2022)                        | 95                 | modifier les données · modifier les données |
| Rombach-le-Franc        | 68283      | 68660       | Colmar-Ribeauvillé | Sainte-Marie-aux-Mines           | CC du Val d'Argent                            | 17,87            | 785 (2022)                        | 44                 | modifier les données · modifier les données |
| Roppentzwiller          | 68284      | 68480       | Altkirch           | Altkirch                         | CC Sundgau                                    | 4,15             | 665 (2022)                        | 160                | modifier les données · modifier les données |
| Rorschwihr              | 68285      | 68590       | Colmar-Ribeauvillé | Sainte-Marie-aux-Mines           | CC du Pays de Ribeauvillé                     | 2,47             | 366 (2022)                        | 148                | modifier les données · modifier les données |
| Rosenau                 | 68286      | 68128       | Mulhouse           | Saint-Louis                      | CA Saint-Louis Agglomération                  | 6,47             | 2 388 (2022)                      | 369                | modifier les données · modifier les données |
| Rouffach                | 68287      | 68250       | Thann-Guebwiller   | Wintzenheim                      | CC Pays de Rouffach, Vignobles et Châteaux    | 40,05            | 4 186 (2022)                      | 105                | modifier les données · modifier les données |
| Ruederbach              | 68288      | 68560       | Altkirch           | Altkirch                         | CC Sundgau                                    | 4,46             | 392 (2022)                        | 88                 | modifier les données · modifier les données |
| Ruelisheim              | 68289      | 68270       | Mulhouse           | Wittenheim                       | CA Mulhouse Alsace Agglomération              | 7,27             | 2 486 (2022)                      | 342                | modifier les données · modifier les données |
| Rumersheim-le-Haut      | 68291      | 68740       | Colmar-Ribeauvillé | Ensisheim                        | CC Alsace Rhin Brisach                        | 16,67            | 1 052 (2022)                      | 63                 | modifier les données · modifier les données |
| Rustenhart              | 68290      | 68740       | Colmar-Ribeauvillé | Ensisheim                        | CC Alsace Rhin Brisach                        | 12,22            | 964 (2022)                        | 79                 | modifier les données · modifier les données |
| Saint-Amarin            | 68292      | 68550       | Thann-Guebwiller   | Cernay                           | CC de la Vallée de Saint-Amarin               | 11,61            | 2 184 (2022)                      | 188                | modifier les données · modifier les données |
| Saint-Bernard           | 68081      | 68720       | Altkirch           | Altkirch                         | CC Sundgau                                    | 6,04             | 597 (2022)                        | 99                 | modifier les données · modifier les données |
| Saint-Cosme             | 68293      | 68210       | Altkirch           | Masevaux-Niederbruck             | CC Sud Alsace Largue                          | 2,71             | 77 (2022)                         | 28                 | modifier les données · modifier les données |
| Saint-Hippolyte         | 68296      | 68590       | Colmar-Ribeauvillé | Sainte-Marie-aux-Mines           | CC du Pays de Ribeauvillé                     | 17,86            | 945 (2022)                        | 53                 | modifier les données · modifier les données |
| Saint-Louis             | 68297      | 68300       | Mulhouse           | Saint-Louis                      | CA Saint-Louis Agglomération                  | 16,85            | 22 530 (2022)                     | 1 337              | modifier les données · modifier les données |
| Saint-Ulrich            | 68299      | 68210       | Altkirch           | Masevaux-Niederbruck             | CC Sud Alsace Largue                          | 3,85             | 303 (2022)                        | 79                 | modifier les données · modifier les données |
| Sainte-Croix-aux-Mines  | 68294      | 68160       | Colmar-Ribeauvillé | Sainte-Marie-aux-Mines           | CC du Val d'Argent                            | 27,85            | 1 756 (2022)                      | 63                 | modifier les données · modifier les données |
| Sainte-Croix-en-Plaine  | 68295      | 68127       | Colmar-Ribeauvillé | Colmar-2                         | CA Colmar Agglomération                       | 25,77            | 3 026 (2022)                      | 117                | modifier les données · modifier les données |
| Sainte-Marie-aux-Mines  | 68298      | 68160       | Colmar-Ribeauvillé | Sainte-Marie-aux-Mines           | CC du Val d'Argent                            | 45,23            | 4 945 (2022)                      | 109                | modifier les données · modifier les données |
| Sausheim                | 68300      | 68390       | Mulhouse           | Rixheim                          | CA Mulhouse Alsace Agglomération              | 16,91            | 5 597 (2022)                      | 331                | modifier les données · modifier les données |
| Schlierbach             | 68301      | 68440       | Mulhouse           | Brunstatt-Didenheim              | CA Saint-Louis Agglomération                  | 11,80            | 1 290 (2022)                      | 109                | modifier les données · modifier les données |
| Schweighouse-Thann      | 68302      | 68520       | Thann-Guebwiller   | Cernay                           | CC de Thann-Cernay                            | 10,78            | 745 (2022)                        | 69                 | modifier les données · modifier les données |
| Schwoben                | 68303      | 68130       | Altkirch           | Altkirch                         | CC Sundgau                                    | 2,38             | 228 (2022)                        | 96                 | modifier les données · modifier les données |
| Sentheim                | 68304      | 68780       | Thann-Guebwiller   | Masevaux-Niederbruck             | CC de la Vallée de la Doller et du Soultzbach | 6,18             | 1 534 (2022)                      | 248                | modifier les données · modifier les données |
| Seppois-le-Bas          | 68305      | 68580       | Altkirch           | Masevaux-Niederbruck             | CC Sud Alsace Largue                          | 6,73             | 1 426 (2022)                      | 212                | modifier les données · modifier les données |
| Seppois-le-Haut         | 68306      | 68580       | Altkirch           | Masevaux-Niederbruck             | CC Sud Alsace Largue                          | 6,27             | 504 (2022)                        | 80                 | modifier les données · modifier les données |
| Sewen                   | 68307      | 68290       | Thann-Guebwiller   | Masevaux-Niederbruck             | CC de la Vallée de la Doller et du Soultzbach | 21,50            | 488 (2022)                        | 23                 | modifier les données · modifier les données |
| Sickert                 | 68308      | 68290       | Thann-Guebwiller   | Masevaux-Niederbruck             | CC de la Vallée de la Doller et du Soultzbach | 5,12             | 331 (2022)                        | 65                 | modifier les données · modifier les données |
| Sierentz                | 68309      | 68510       | Mulhouse           | Brunstatt-Didenheim              | CA Saint-Louis Agglomération                  | 13,22            | 4 296 (2022)                      | 325                | modifier les données · modifier les données |
| Sondernach              | 68311      | 68380       | Colmar-Ribeauvillé | Wintzenheim                      | CC de la Vallée de Munster                    | 24,72            | 593 (2022)                        | 24                 | modifier les données · modifier les données |
| Sondersdorf             | 68312      | 68480       | Altkirch           | Altkirch                         | CC Sundgau                                    | 8,44             | 316 (2022)                        | 37                 | modifier les données · modifier les données |
| Soppe-le-Bas            | 68313      | 68780       | Thann-Guebwiller   | Masevaux-Niederbruck             | CC de la Vallée de la Doller et du Soultzbach | 5,68             | 780 (2022)                        | 137                | modifier les données · modifier les données |
| Soultz-Haut-Rhin        | 68315      | 68360       | Thann-Guebwiller   | Guebwiller                       | CC de la Région de Guebwiller                 | 29,56            | 7 019 (2022)                      | 237                | modifier les données · modifier les données |
| Soultzbach-les-Bains    | 68316      | 68230       | Colmar-Ribeauvillé | Wintzenheim                      | CC de la Vallée de Munster                    | 7,06             | 727 (2022)                        | 103                | modifier les données · modifier les données |
| Soultzeren              | 68317      | 68140       | Colmar-Ribeauvillé | Wintzenheim                      | CC de la Vallée de Munster                    | 18,37            | 1 152 (2022)                      | 63                 | modifier les données · modifier les données |
| Soultzmatt              | 68318      | 68570       | Thann-Guebwiller   | Wintzenheim                      | CC de la Région de Guebwiller                 | 19,57            | 2 466 (2022)                      | 126                | modifier les données · modifier les données |
| Spechbach               | 68320      | 68720       | Altkirch           | Altkirch                         | CC Sundgau                                    | 8,06             | 1 380 (2022)                      | 171                | modifier les données · modifier les données |
| Staffelfelden           | 68321      | 68850       | Mulhouse           | Wittenheim                       | CA Mulhouse Alsace Agglomération              | 7,42             | 4 070 (2022)                      | 549                | modifier les données · modifier les données |
| Steinbach               | 68322      | 68700       | Thann-Guebwiller   | Cernay                           | CC de Thann-Cernay                            | 6,09             | 1 357 (2022)                      | 223                | modifier les données · modifier les données |
| Steinbrunn-le-Bas       | 68323      | 68440       | Mulhouse           | Brunstatt-Didenheim              | CA Mulhouse Alsace Agglomération              | 8,58             | 850 (2022)                        | 99                 | modifier les données · modifier les données |
| Steinbrunn-le-Haut      | 68324      | 68440       | Mulhouse           | Brunstatt-Didenheim              | CA Saint-Louis Agglomération                  | 9,21             | 670 (2022)                        | 73                 | modifier les données · modifier les données |
| Steinsoultz             | 68325      | 68640       | Altkirch           | Altkirch                         | CC Sundgau                                    | 4,06             | 749 (2022)                        | 184                | modifier les données · modifier les données |
| Sternenberg             | 68326      | 68780       | Altkirch           | Masevaux-Niederbruck             | CC Sud Alsace Largue                          | 3,44             | 145 (2022)                        | 42                 | modifier les données · modifier les données |
| Stetten                 | 68327      | 68510       | Mulhouse           | Brunstatt-Didenheim              | CA Saint-Louis Agglomération                  | 4,32             | 336 (2022)                        | 78                 | modifier les données · modifier les données |
| Storckensohn            | 68328      | 68470       | Thann-Guebwiller   | Cernay                           | CC de la Vallée de Saint-Amarin               | 5,10             | 187 (2022)                        | 37                 | modifier les données · modifier les données |
| Stosswihr               | 68329      | 68140       | Colmar-Ribeauvillé | Wintzenheim                      | CC de la Vallée de Munster                    | 26,40            | 1 328 (2022)                      | 50                 | modifier les données · modifier les données |
| Strueth                 | 68330      | 68580       | Altkirch           | Masevaux-Niederbruck             | CC Sud Alsace Largue                          | 4,31             | 354 (2022)                        | 82                 | modifier les données · modifier les données |
| Sundhoffen              | 68331      | 68280       | Colmar-Ribeauvillé | Colmar-2                         | CA Colmar Agglomération                       | 12,75            | 1 971 (2022)                      | 155                | modifier les données · modifier les données |
| Tagolsheim              | 68332      | 68720       | Altkirch           | Altkirch                         | CC Sundgau                                    | 3,19             | 982 (2022)                        | 308                | modifier les données · modifier les données |
| Tagsdorf                | 68333      | 68130       | Altkirch           | Altkirch                         | CC Sundgau                                    | 2,50             | 314 (2022)                        | 126                | modifier les données · modifier les données |
| Thann                   | 68334      | 68800       | Thann-Guebwiller   | Cernay                           | CC de Thann-Cernay                            | 12,51            | 7 769 (2022)                      | 621                | modifier les données · modifier les données |
| Thannenkirch            | 68335      | 68590       | Colmar-Ribeauvillé | Sainte-Marie-aux-Mines           | CC du Pays de Ribeauvillé                     | 4,60             | 457 (2022)                        | 99                 | modifier les données · modifier les données |
| Traubach-le-Bas         | 68336      | 68210       | Altkirch           | Masevaux-Niederbruck             | CC Sud Alsace Largue                          | 6,78             | 464 (2022)                        | 68                 | modifier les données · modifier les données |
| Traubach-le-Haut        | 68337      | 68210       | Altkirch           | Masevaux-Niederbruck             | CC Sud Alsace Largue                          | 6,91             | 636 (2022)                        | 92                 | modifier les données · modifier les données |
| Turckheim               | 68338      | 68230       | Colmar-Ribeauvillé | Wintzenheim                      | CA Colmar Agglomération                       | 16,46            | 4 033 (2022)                      | 245                | modifier les données · modifier les données |
| Ueberstrass             | 68340      | 68580       | Altkirch           | Masevaux-Niederbruck             | CC Sud Alsace Largue                          | 5,12             | 345 (2022)                        | 67                 | modifier les données · modifier les données |
| Uffheim                 | 68341      | 68510       | Mulhouse           | Brunstatt-Didenheim              | CA Saint-Louis Agglomération                  | 4,36             | 1 091 (2022)                      | 250                | modifier les données · modifier les données |
| Uffholtz                | 68342      | 68700       | Thann-Guebwiller   | Cernay                           | CC de Thann-Cernay                            | 11,91            | 1 631 (2022)                      | 137                | modifier les données · modifier les données |
| Ungersheim              | 68343      | 68190       | Mulhouse           | Wittenheim                       | CA Mulhouse Alsace Agglomération              | 13,51            | 2 440 (2022)                      | 181                | modifier les données · modifier les données |
| Urbès                   | 68344      | 68121       | Thann-Guebwiller   | Cernay                           | CC de la Vallée de Saint-Amarin               | 12,68            | 437 (2022)                        | 34                 | modifier les données · modifier les données |
| Urschenheim             | 68345      | 68320       | Colmar-Ribeauvillé | Ensisheim                        | CC Alsace Rhin Brisach                        | 6,42             | 796 (2022)                        | 124                | modifier les données · modifier les données |
| Valdieu-Lutran          | 68192      | 68210       | Altkirch           | Masevaux-Niederbruck             | CC Sud Alsace Largue                          | 5,17             | 423 (2022)                        | 82                 | modifier les données · modifier les données |
| Vieux-Ferrette          | 68347      | 68480       | Altkirch           | Altkirch                         | CC Sundgau                                    | 6,63             | 643 (2022)                        | 97                 | modifier les données · modifier les données |
| Vieux-Thann             | 68348      | 68800       | Thann-Guebwiller   | Cernay                           | CC de Thann-Cernay                            | 5,11             | 2 874 (2022)                      | 562                | modifier les données · modifier les données |
| Village-Neuf            | 68349      | 68128       | Mulhouse           | Saint-Louis                      | CA Saint-Louis Agglomération                  | 6,83             | 4 617 (2022)                      | 676                | modifier les données · modifier les données |
| Vœgtlinshoffen          | 68350      | 68420       | Colmar-Ribeauvillé | Wintzenheim                      | CC Pays de Rouffach, Vignobles et Châteaux    | 3,99             | 477 (2022)                        | 120                | modifier les données · modifier les données |
| Vogelgrun               | 68351      | 68600       | Colmar-Ribeauvillé | Ensisheim                        | CC Alsace Rhin Brisach                        | 5,03             | 630 (2022)                        | 125                | modifier les données · modifier les données |
| Volgelsheim             | 68352      | 68600       | Colmar-Ribeauvillé | Ensisheim                        | CC Alsace Rhin Brisach                        | 8,64             | 2 714 (2022)                      | 314                | modifier les données · modifier les données |
| Wahlbach                | 68353      | 68130       | Mulhouse           | Brunstatt-Didenheim              | CA Saint-Louis Agglomération                  | 6,41             | 495 (2022)                        | 77                 | modifier les données · modifier les données |
| Walbach                 | 68354      | 68230       | Colmar-Ribeauvillé | Wintzenheim                      | CA Colmar Agglomération                       | 5,45             | 926 (2022)                        | 170                | modifier les données · modifier les données |
| Waldighofen             | 68355      | 68640       | Altkirch           | Altkirch                         | CC Sundgau                                    | 4,14             | 1 555 (2022)                      | 376                | modifier les données · modifier les données |
| Walheim                 | 68356      | 68130       | Altkirch           | Altkirch                         | CC Sundgau                                    | 4,83             | 888 (2022)                        | 184                | modifier les données · modifier les données |
| Waltenheim              | 68357      | 68510       | Mulhouse           | Brunstatt-Didenheim              | CA Saint-Louis Agglomération                  | 2,32             | 512 (2022)                        | 221                | modifier les données · modifier les données |
| Wasserbourg             | 68358      | 68230       | Colmar-Ribeauvillé | Wintzenheim                      | CC de la Vallée de Munster                    | 9,47             | 467 (2022)                        | 49                 | modifier les données · modifier les données |
| Wattwiller              | 68359      | 68700       | Thann-Guebwiller   | Cernay                           | CC de Thann-Cernay                            | 13,61            | 1 648 (2022)                      | 121                | modifier les données · modifier les données |
| Weckolsheim             | 68360      | 68600       | Colmar-Ribeauvillé | Ensisheim                        | CC Alsace Rhin Brisach                        | 6,93             | 719 (2022)                        | 104                | modifier les données · modifier les données |
| Wegscheid               | 68361      | 68290       | Thann-Guebwiller   | Masevaux-Niederbruck             | CC de la Vallée de la Doller et du Soultzbach | 10,06            | 317 (2022)                        | 32                 | modifier les données · modifier les données |
| Wentzwiller             | 68362      | 68220       | Mulhouse           | Saint-Louis                      | CA Saint-Louis Agglomération                  | 4,71             | 781 (2022)                        | 166                | modifier les données · modifier les données |
| Werentzhouse            | 68363      | 68480       | Altkirch           | Altkirch                         | CC Sundgau                                    | 4,50             | 629 (2022)                        | 140                | modifier les données · modifier les données |
| Westhalten              | 68364      | 68250       | Thann-Guebwiller   | Wintzenheim                      | CC Pays de Rouffach, Vignobles et Châteaux    | 10,98            | 1 010 (2022)                      | 92                 | modifier les données · modifier les données |
| Wettolsheim             | 68365      | 68920       | Colmar-Ribeauvillé | Wintzenheim                      | CA Colmar Agglomération                       | 8,86             | 1 771 (2022)                      | 200                | modifier les données · modifier les données |
| Wickerschwihr           | 68366      | 68320       | Colmar-Ribeauvillé | Colmar-2                         | CA Colmar Agglomération                       | 2,25             | 720 (2022)                        | 320                | modifier les données · modifier les données |
| Widensolen              | 68367      | 68320       | Colmar-Ribeauvillé | Ensisheim                        | CC Alsace Rhin Brisach                        | 10,67            | 1 208 (2022)                      | 113                | modifier les données · modifier les données |
| Wihr-au-Val             | 68368      | 68230       | Colmar-Ribeauvillé | Wintzenheim                      | CC de la Vallée de Munster                    | 12,54            | 1 208 (2022)                      | 96                 | modifier les données · modifier les données |
| Wildenstein             | 68370      | 68820       | Thann-Guebwiller   | Cernay                           | CC de la Vallée de Saint-Amarin               | 9,86             | 157 (2022)                        | 16                 | modifier les données · modifier les données |
| Willer                  | 68371      | 68960       | Altkirch           | Altkirch                         | CC Sundgau                                    | 6,21             | 299 (2022)                        | 48                 | modifier les données · modifier les données |
| Willer-sur-Thur         | 68372      | 68760       | Thann-Guebwiller   | Cernay                           | CC de Thann-Cernay                            | 18,00            | 1 758 (2022)                      | 98                 | modifier les données · modifier les données |
| Winkel                  | 68373      | 68480       | Altkirch           | Altkirch                         | CC Sundgau                                    | 7,87             | 291 (2022)                        | 37                 | modifier les données · modifier les données |
| Wintzenheim             | 68374      | 68124 68920 | Colmar-Ribeauvillé | Wintzenheim                      | CA Colmar Agglomération                       | 18,97            | 8 045 (2022)                      | 424                | modifier les données · modifier les données |
| Wittelsheim             | 68375      | 68310       | Mulhouse           | Wittenheim                       | CA Mulhouse Alsace Agglomération              | 23,63            | 10 364 (2022)                     | 439                | modifier les données · modifier les données |
| Wittenheim              | 68376      | 68270       | Mulhouse           | Wittenheim                       | CA Mulhouse Alsace Agglomération              | 19,01            | 15 491 (2022)                     | 815                | modifier les données · modifier les données |
| Wittersdorf             | 68377      | 68130       | Altkirch           | Altkirch                         | CC Sundgau                                    | 4,76             | 778 (2022)                        | 163                | modifier les données · modifier les données |
| Wolfersdorf             | 68378      | 68210       | Altkirch           | Masevaux-Niederbruck             | CC Sud Alsace Largue                          | 3,66             | 356 (2022)                        | 97                 | modifier les données · modifier les données |
| Wolfgantzen             | 68379      | 68600       | Colmar-Ribeauvillé | Ensisheim                        | CC Alsace Rhin Brisach                        | 9,38             | 1 156 (2022)                      | 123                | modifier les données · modifier les données |
| Wolschwiller            | 68380      | 68480       | Altkirch           | Altkirch                         | CC Sundgau                                    | 10,14            | 433 (2022)                        | 43                 | modifier les données · modifier les données |
| Wuenheim                | 68381      | 68500       | Thann-Guebwiller   | Guebwiller                       | CC de la Région de Guebwiller                 | 6,17             | 769 (2022)                        | 125                | modifier les données · modifier les données |
| Zaessingue              | 68382      | 68130       | Mulhouse           | Brunstatt-Didenheim              | CA Saint-Louis Agglomération                  | 4,99             | 380 (2022)                        | 76                 | modifier les données · modifier les données |
| Zellenberg              | 68383      | 68340       | Colmar-Ribeauvillé | Sainte-Marie-aux-Mines           | CC du Pays de Ribeauvillé                     | 4,96             | 323 (2022)                        | 65                 | modifier les données · modifier les données |
| Zillisheim              | 68384      | 68720       | Mulhouse           | Brunstatt-Didenheim              | CA Mulhouse Alsace Agglomération              | 8,22             | 2 509 (2022)                      | 305                | modifier les données · modifier les données |
| Zimmerbach              | 68385      | 68230       | Colmar-Ribeauvillé | Wintzenheim                      | CA Colmar Agglomération                       | 2,26             | 823 (2022)                        | 364                | modifier les données · modifier les données |
| Zimmersheim             | 68386      | 68440       | Mulhouse           | Brunstatt-Didenheim              | CA Mulhouse Alsace Agglomération              | 3,15             | 1 069 (2022)                      | 339                | modifier les données · modifier les données |
| Haut-Rhin               | 68         |             |                    |                                  |                                               | 3 525,00         | 767 800 (2022)                    | 218                | modifier les données                        |